# Mindre maskvävare
Mindre maskvävare (Ploceus intermedius) är en fågel i familjen vävare inom ordningen tättingar. Den förekommer ursprungligen i gräsmarker och odlingsbygd i stora delar av Afrika söder om Sahara. I Japan har förrymda burfåglar etablerat en frilevande population. IUCN kategoriserar den som livskraftig.

## Kännetecken

### Utseende
Mindre maskvävare är en 13 cm lång vävare. Hane i häckningsdräkt har ett tydligt gräddvit öga som kontrasterar tydligt mot den svarta ögonmasken. Den senare sträcker sig ända till pannan och kantas i varierande grad i kastanjebrunt. Undersidan är lysande gul med ljust kastanjebrun anstrykning. Benen är ljust blågrå. Liknande sahelvävaren (P. vitellinus) saknar svart i pannan samt har röda ögon och skära ben. Hane utanför häckningstid och hona har karakteristiskt bleka ögon, blågrå ben och relativt tydlig gul anstrykning tvärs över bröstet.

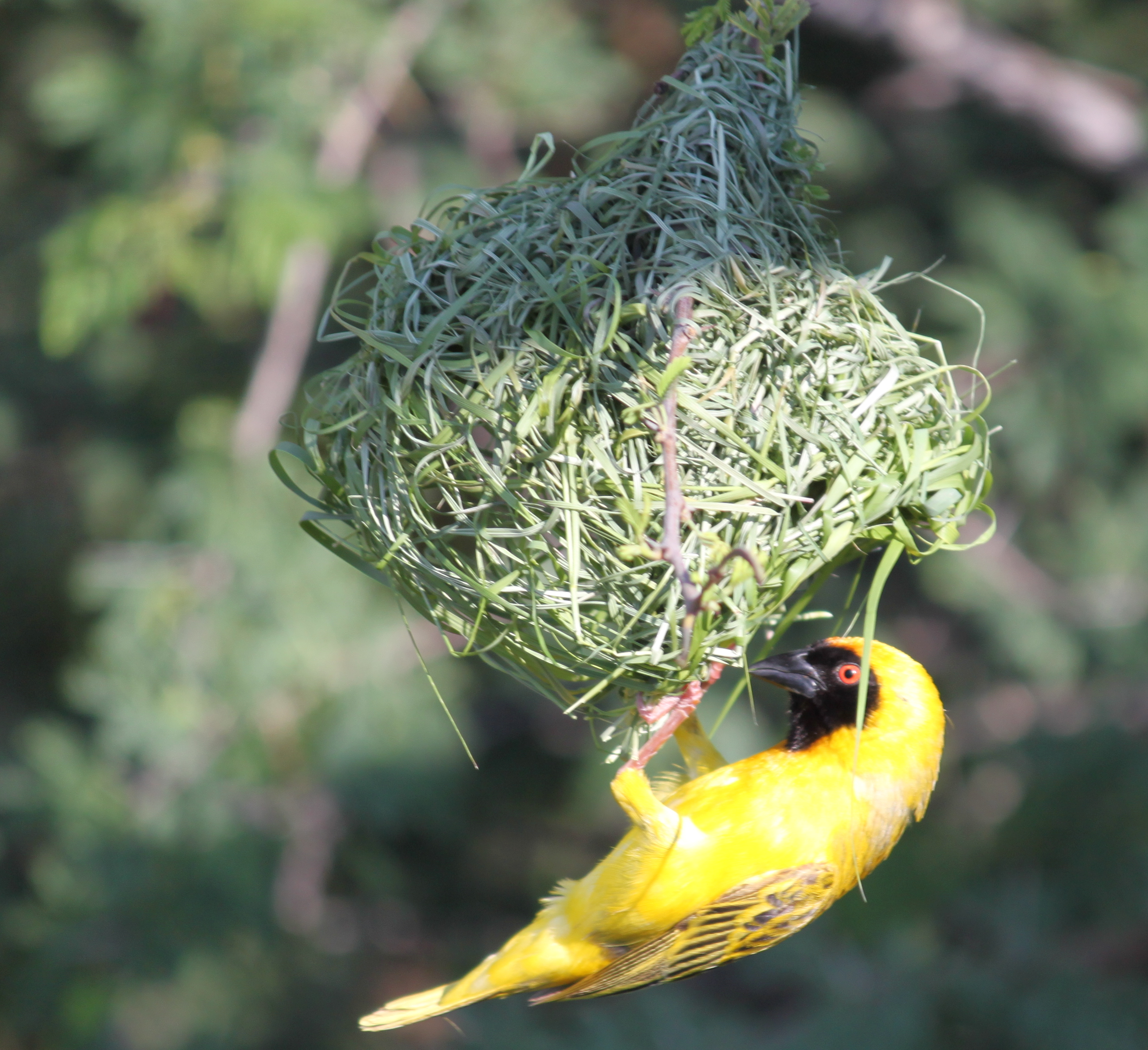

### Läte
Sången hos mindre maskvävare är helt annorlunda mot andra maskföredda vävare, bestående av en accelererande serie med bubblande och nasala toner.

## Utbredning och systematik
Mindre maskvävare delas in i tre underarter med följande utbredning:
- Ploceus intermedius intermedius – förekommer i Etiopien, nordvästra och södra Somalia, sydöstra Sydsudan, nordöstra Demokratiska republiken Kongo, Kenya, Rwanda och Tanzania
- Ploceus intermedius beattyi – förekommer i torra kustområden i västra Angola
- Ploceus intermedius cabanisii – förekommer från Tanzanias kustområden till KwaZulu-Natal, norra Namibia och inre södra Angola

Vissa inkluderar beattyi i cabanisii.
Den är även införd av människan till Japan där den etablerat en frilevande population. Arten har observerats i Sverige, men det har bedömts osannolikt att den nått landet på naturlig väg.

## Levnadssätt
Mindre maskvävare hittas i olika typer av gräsmarker med inslag av buskar och träd, även odlingsbygd och gärna nära vatten. Den lever huvudsakligen av insekter som fjärilslarver, gräshoppor och termiter.

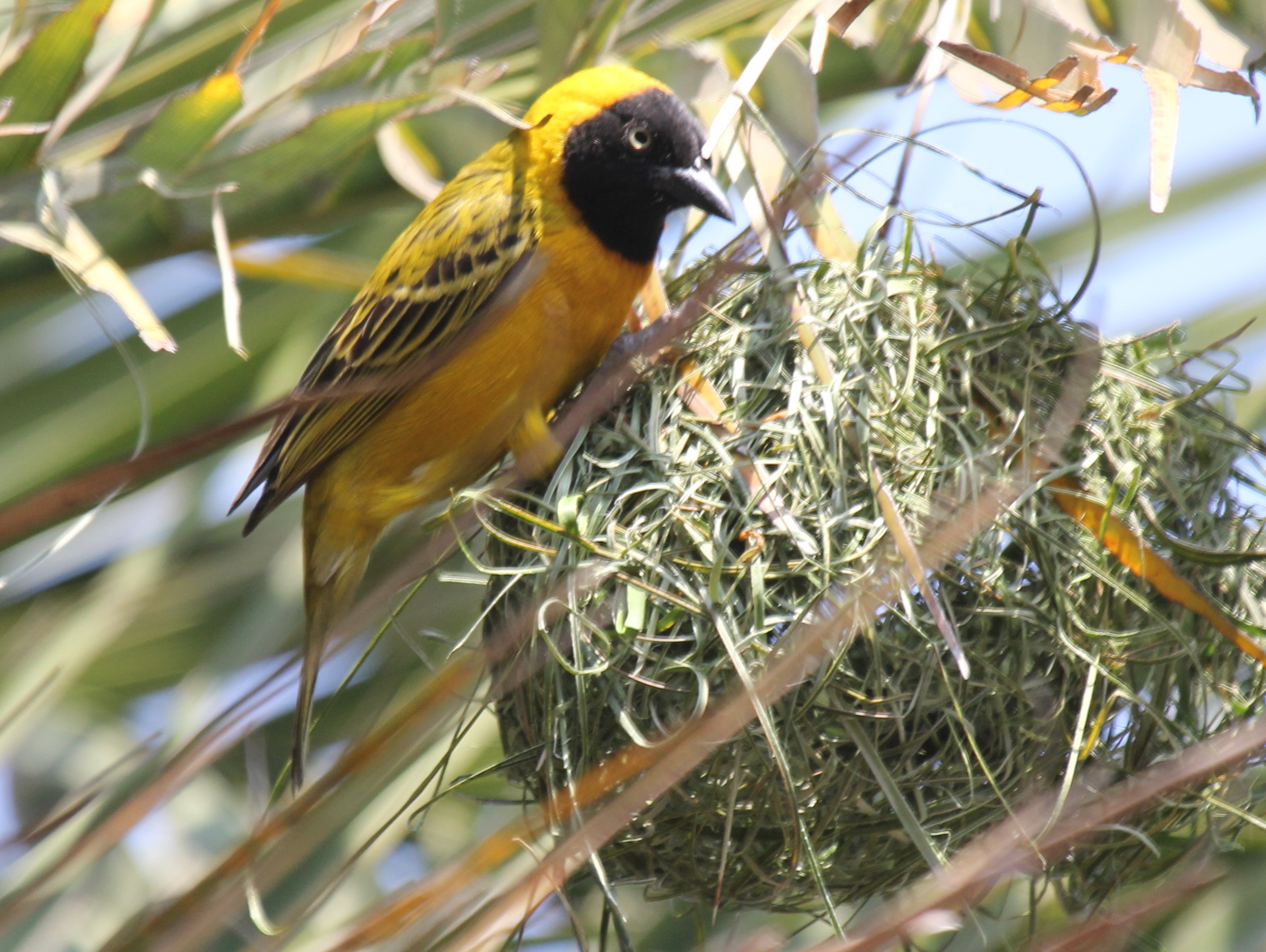

## Status och hot
Arten har ett stort utbredningsområde och en stor population med stabil utveckling och tros inte vara utsatt för något substantiellt hot. Utifrån dessa kriterier kategoriserar internationella naturvårdsunionen IUCN arten som livskraftig (LC). Världspopulationen har inte uppskattats men den beskrivs som alltifrån ovanlig till mycket vanlig.